# St. Blasius (Bad Liebenzell)

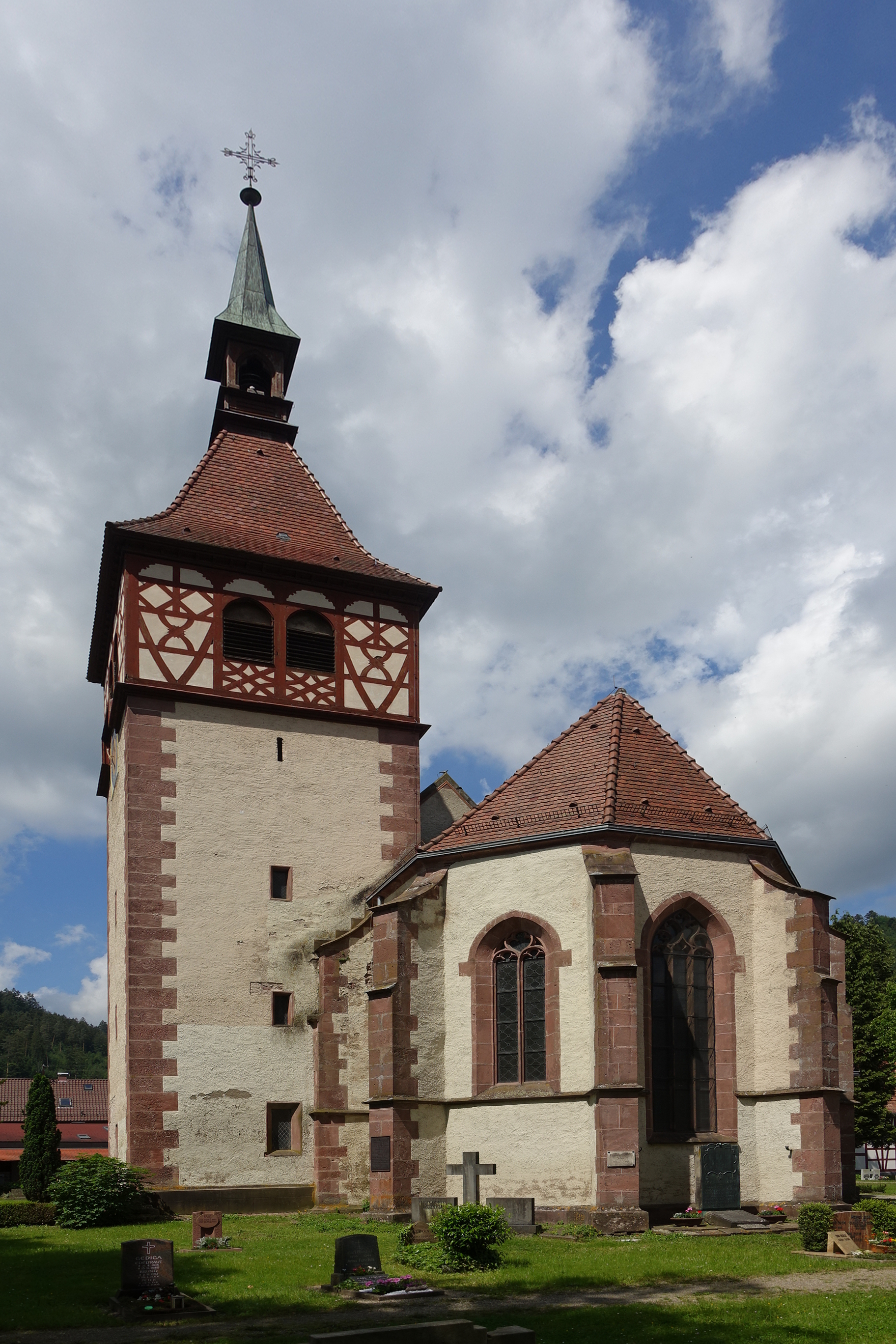
Sankt-Blasius-Kirche

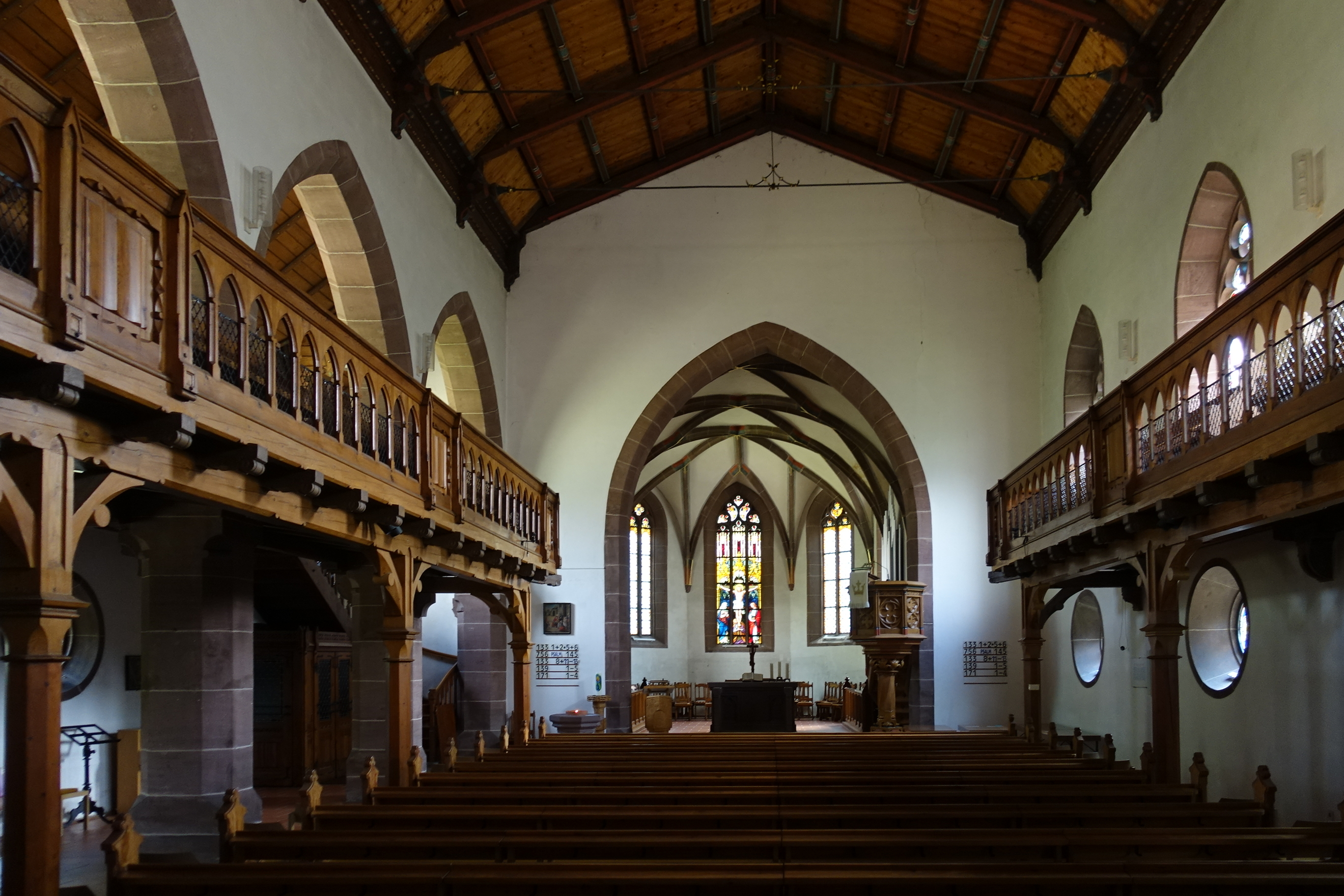
Innenansicht

St. Blasius ist die evangelische Stadtkirche von Bad Liebenzell. Die nach dem heiligen Blasius von Sebaste benannte Kirche wurde am 12. Oktober 1893 eingeweiht. Der Turm wurde vor 1160 erbaut, wobei nur der untere Teil erhalten ist.

## Geschichte
Die Kirche wurde erstmals um 1600 in einer Urkunde erwähnt. Erbaut wurde sie unter Herzog Welf VI. von Schwaben und seiner Frau Uta von Schauenburg. Sie war zunächst nur Mittelpunktkirche für die Orte um Liebenzell. Später reichte der Kirchenbezirk bis nach Wildbad und bis kurz vor Weil der Stadt. Zuständig bis zur Einführung der Reformation durch Markgraf Karl II. von Baden-Durlach war das Bistum Speyer. 1603 kam die Gemeinde zur Württembergischen Landeskirche.

## Baubeschreibung
Die ältesten Teile des heutigen Kirchengebäudes sind die gotische Sakristei sowie der frühgotische, mit einem Sterngewölbe bedeckte Chor, der seinerzeit der eigentliche Kirchsaal war. Daran wurde später das Langhaus angebaut. Sein Abriss erfolgte, als es zu klein geworden war. Der von 1891 bis 1893 während der Regierungszeit des württembergischen Königs Karl I. und seines Nachfolgers Wilhelm II. errichtete Neubau wurde dem gotischen Chor angepasst. Das Mittelschiff hat zwar beidseitig Emporen aber nur ein Seitenschiff. Das Mittelschiff trägt außen ein Satteldach, ebenfalls innen, denn es ist nicht eingewölbt.
An der Südseite zwischen Chor und Langhaus befindet sich der Glockenturm, dessen Vorgänger 1653 wegen Baufälligkeit abgerissen werden musste. 1778 wurde an der Südwand eine Sonnenuhr angebracht.
Das Portal befindet sich in dem mit Fialen geschmückten Anbau im Westen. Das Relief über der Eingangstür, es zeigt Christus als den guten Hirten, ist eine Arbeit des Bildhauers Albert Gäckle.

## Ausstattung
Im Chor befinden sich noch Teile des alten Chorgestühls, das um 1463 von Cubel Cuntz geschnitzt wurde. Das Fenster im heutigen Chor stammt aus der  Werkstätte des Gustav van Treek.
Von der alten Kanzel wurden nur der Fuß und das Geländer der Treppe wieder verwendet, die neuen Teile wurden aber den alten angepasst. Den Ambo und den Osterleuchter, beide aus Ahornholz, gestaltete 1981 der Liebenzeller Künstler Gottlob Blessing. Die Orgel wurde 1846 vom Orgelbauer Johann Heinrich Schäfer aus Heilbronn erbaut. Sie hat seit der letzten Renovierung 25 Register.